# Grisy-sur-Seine
 Grisy-sur-Seine  es una población y comuna francesa, en la región de Isla de Francia, departamento de Sena y Marne, en el distrito de Provins y cantón de Bray-sur-Seine.

## Demografía
| 180 | 209 | 157 | 162 | 137 | 102 |
| Para los censos de 1962 a 1999 la población legal corresponde a la población sin duplicidades (Fuente: INSEE [Consultar]) |     |     |     |     |     |